# هاتوری هیده‌ئو
هاتوری هیده‌ئو (به ژاپنی: 服部英雄) (تولد ۱۹۴۹) یکی از محققان تاریخ ژاپن و یکی از استادان مشهور دانشگاه کیوشو است. تخصص وی در مورد تاریخ ژاپن در قرون وسطی است.